# Khu vực an ninh chung (phim)
Khu vực an ninh chung hay Vùng An Ninh Biên Giới (Joint Security Area/JSA) là 1 bộ phim của điện ảnh Hàn Quốc dựa trên tiểu thuyết "DMZ" của Park Sang-yeon.

## Nội dung
Phim kể về 1 câu chuyện xảy ra thời điểm hiện đại, khi hai binh sĩ Bắc Hàn bị bắn chết và 1 người nữa bị thương ngay trong 1 trạm gác của mình. Trung sĩ Lee Soo-hyeok (Lee Byeong-heon) của Nam Hàn được cứu sống đang bị thương nằm trên chiếc cầu, ngay giữa hai làn đạn ác liệt.
Do 2 bên đều tố cáo nhau nên Thiếu tá Sophie Jang (Lee Yeong-ae), một nữ đặc phái viên trung lập được cử đến JSA để làm sáng tỏ vụ án và cuối cùng cô cũng tìm ra được sự thật.

## Ê-kíp
- Đạo diễn: Park Chan-wook
- Diễn viên: Lee Yeong-ae, Lee Byung-hun, Song Kang-ho, Kim Tae-woo, Shin Ha-kyun
- Kịch bản: Seong-san Jeong, Hyeon-seok Kim, Mu-yeong Lee, Chan-wook Park, Sang-yeon Park
- Hãng sản xuất: Myung Film
- Thể loại: Chiến tranh
- Giải thưởng: Seattle International Film Festival, 2001-Giải đặc biệt của ban giám khảo dành cho đạo diễn - Chan-wook Park
- Độ dài: 110 phút